# Ту-Ріверс (містечко, Вісконсин)
Ту-Ріверс (англ. Two Rivers) — місто (англ. town) в США, в окрузі Манітовок штату Вісконсин. Населення — 1672 особи (2020).

## Демографія
Згідно з переписом 2010 року, у місті мешкало 1795 осіб у 759 домогосподарствах у складі 567 родин. Було 825 помешкань
Расовий склад населення:
| - 96,4 % — білих - 0,9 % — азіатів - 0,6 % — корінних американців - 0,2 % — чорних або афроамериканців - 0,1 % — вихідців з тихоокеанських островів - 1,1 % — осіб інших рас |

До двох чи більше рас належало 0,7 %. Частка іспаномовних становила 1,8 % від усіх жителів.
За віковим діапазоном населення розподілялося таким чином: 17,6 % — особи молодші 18 років, 63,6 % — особи у віці 18—64 років, 18,8 % — особи у віці 65 років та старші. Медіана віку мешканця становила 49,6 року. На 100 осіб жіночої статі у місті припадало 106,6 чоловіків;  на 100 жінок у віці від 18 років та старших — 107,1 чоловіків також старших 18 років.
Середній дохід на одне домашнє господарство  становив 75 075 доларів США (медіана — 57 727), а середній дохід на одну сім'ю — 83 163 долари (медіана — 62 411). Медіана доходів становила 45 956 доларів для чоловіків та 37 784 долари для жінок. За межею бідності перебувало 4,8 % осіб, у тому числі 3,8 % дітей у віці до 18 років та 4,6 % осіб у віці 65 років та старших.
Цивільне працевлаштоване населення становило 990 осіб. Основні галузі зайнятості: виробництво — 30,6 %, освіта, охорона здоров'я та соціальна допомога — 18,9 %, роздрібна торгівля — 10,0 %, транспорт — 7,5 %.